# Василакис, Антониос
Антониос Василакис (греч. Αντώνιος Βασιλάκης), он же Антонио Вассилакки (итал. Antonio Vassilacchi), также L’Aliense (1556, Милос — 1629, Венеция) — греческий живописец эпохи итальянского Возрождения, работавший в основном в Венеции и области Венето.

## Биография
Антониос Василакис родился в 1556 году в греческой семье на греческом острове Милос, бывшем тогда под венецианским контролем. В молодом возрасте он поселился в Венеции. В 1572 году Василакис стал учеником Паоло Веронезе и начал работать с фресками дворца епископа в Тревизо, в церкви Святой Агаты (Sant’Agata) в городе Падуя, и многих других церквях Венеции. возможность в полной мере проявить себя предоставилась ему после большого пожара, почти уничтожившего Дворец дожей в Венеции в декабре 1577 года. Василакис-Aliense, земляк Эль Греко и немного моложе его, был одним из художников, призванных расписывать восстановленный дворец.
Василакис стал членом Братства Святого Николая греческой нации, одной из наиболее активных общин иностранцев в Венеции, в 1600 году. В книге членов братства секретарь вписал его между именами уроженцев островов Кефалиния и Кипр. Он был также членом Братства венецианских художников с 1584 года и получил прозвище Aliense. Это имя происходит от латинского alienus ('чужак', 'иностранец'), и, вероятно, было дано Василакису, поскольку он действительно был чужеземцем, то есть не только невенецианского, но и неитальянского происхождения.
Василакис был женат три раза. Имя его первой жены, родившей ему сына Стефано(са), неизвестно. Стефано пошёл по стопам отца и как художник помог Василакису при создании Коронации Балдуина Фландрского .

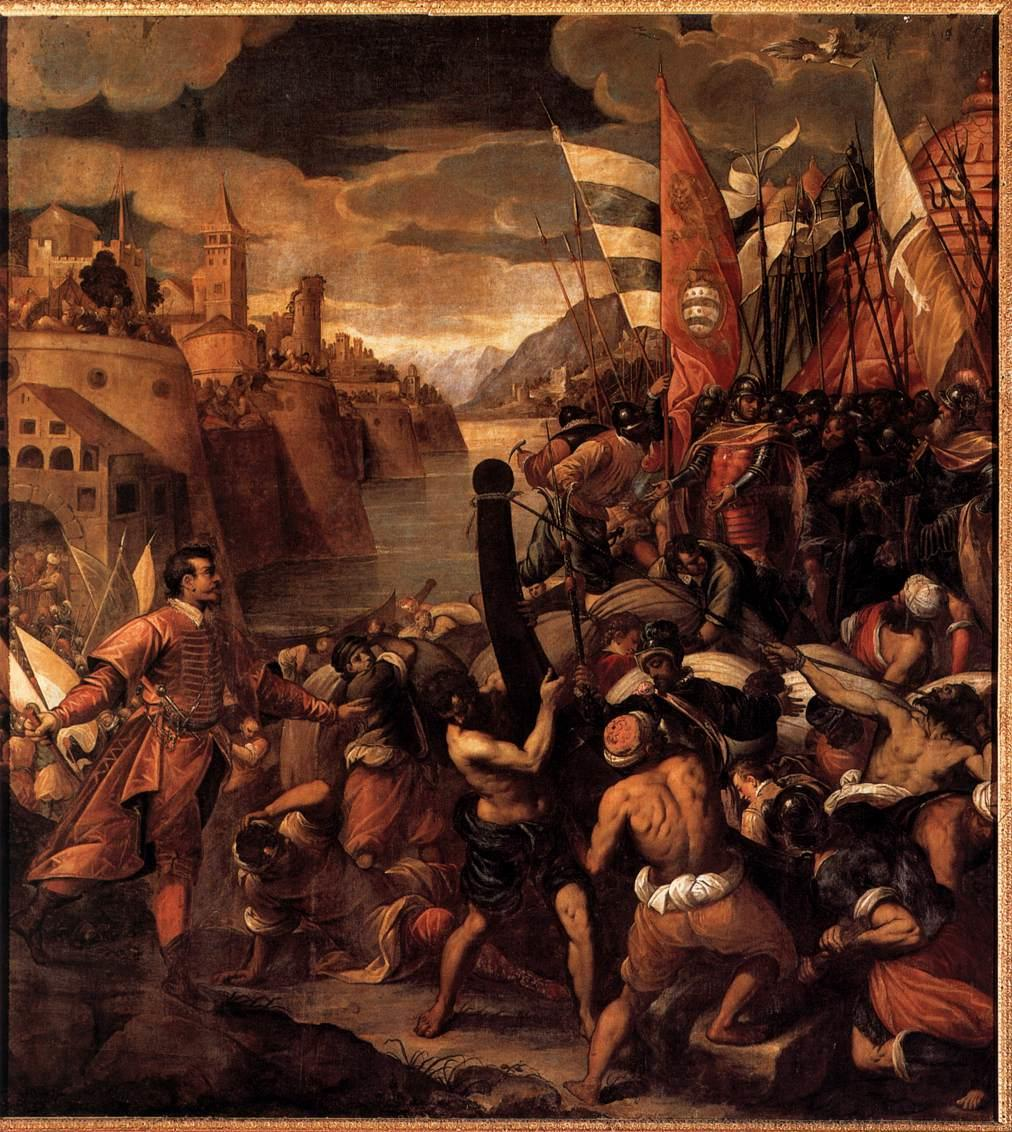
Завоевание Тира холст, масло, Палаццо Дукале, Венеция (1590)

Однако Стефано умер молодым, в начале своей карьеры. У Василакиса были также две дочери, поступившие в женский монастырь Санта Кьяра (для которого Василакис написал Благовещение Пресвятой Богородицы). Его вторая жена, Джакомина, написала своё завещание 2 ноября 1609 года и умерла шестью днями позже. Последняя женитьба Василакиса стала наиболее неудачной. Его биограф, Карло Ридольфи, описывает картину художника, где он изобразил себя несущим на спине свою жену, её сиделку, её дядю и её сына от предыдущего брака. Василакис показывал эту картину своим друзьям, говоря: «Это бремя, которое я буду нести до конца своей жизни».
Василакис умер накануне Пасхи 1629 года в 73-летнем возрасте. Он был похоронен с почестями двумя днями позже в церквиСан-Витале. Она находилась на той же площади, где и дом Василакиса, и несколькими годами ранее он написал для неё Воскресение из мёртвых и Вознесение Господне. Запись в регистровой книге Венеции гласила : 1629 год, 15 апреля. Господин Антонио Альензе, художник, возраста примерно 73 лет, больной лихорадкой и катаром умер 12 днями ранее.
Среди его учеников был Томмазо Долабелла.

## Творчество

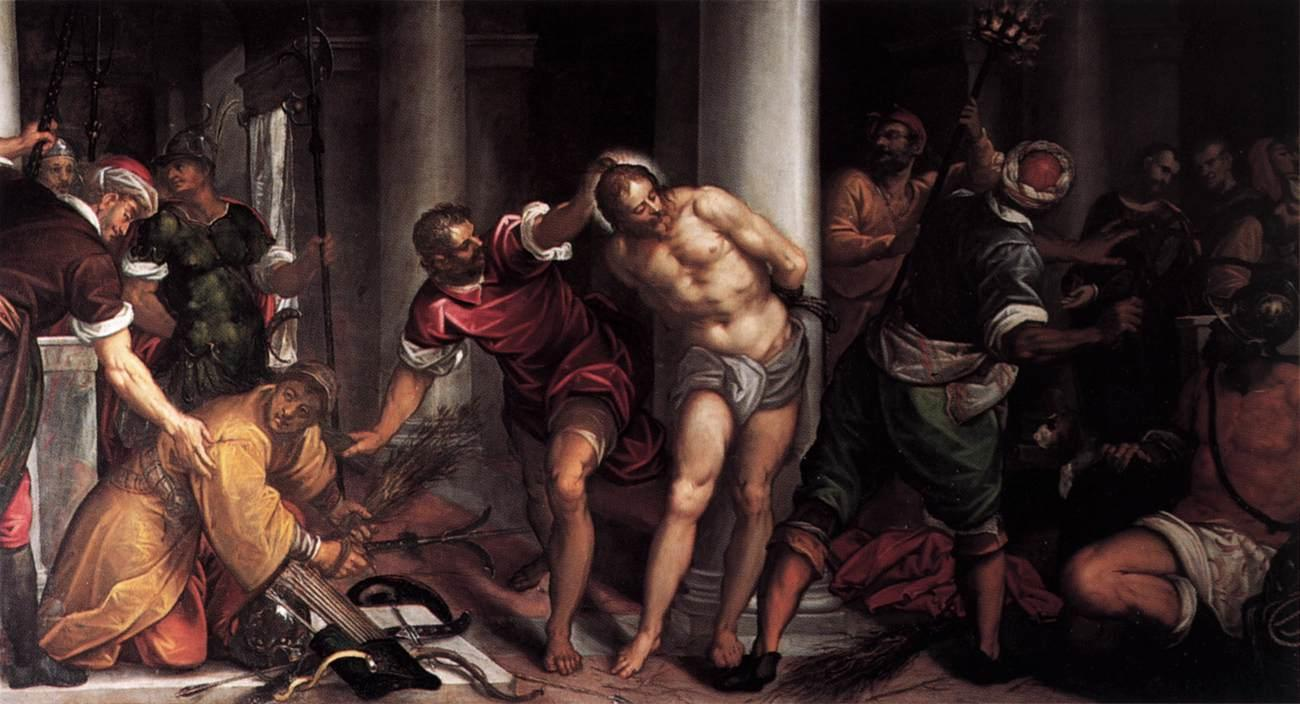
Бичевание. Vassilacchi’s painting is on the wall of the Chapel of Our Lady of Peace. Formerly it was in the Scuola di Santa Croce at Belluno.

Количество произведений Василакиса во Дворце дожей превышает долю любого другого художника, поскольку он писал во всех больших залах Дворца, таких как Зал Большого консула (Sala del Maggior Consiglio), Зал голосований (Sala dello Scrutinio), Зал Сената (Sala del Senato), Зал Совета Десяти (Sala del Consiglio dei Dieci), Зал Компаса (Sala della Bussola).
В 1586 году Василакису поступил заказ на одну из самых больших его картин, «Воскресение из мёртвых», для алтаря церкви Святого Марциала. Он представил предварительный набросок в технике кьяроскуро Доменико Крести, художнику Распятия Христова в той же церкви. Картины, восстановленные в 1958 году, до сих пор находятся на том же месте, одна против другой над мраморным алтарём.
В 1591 году Василакис был нанят попечителями Скуолы торговцев (Scuola dei Mercanti) и работал в церкви Сан-Джованни Элемозинарио, всего в нескольких метрах от торгового центра Венеции, в квартале Риальто. Он написал картину «Il castigo dei serpenti» («Наказание змеями») (1588) для церкви Angelo San Raffaele. В церкви Сан-Заккариа сохранились четыре большие работы Василакиса.
В 1559 году монахи-бенедиктинцы монастыря Сан-Джорджо-Маджоре, решили обновить свою церковь. Они призвали Андреа Палладио исполнить работы, но ко времени его смерти, 20 годами позже, они ещё не были завершены. После чего аббат призвал Василакиса выбрать лучший на его взгляд предварительный набросок для центрального алтаря церкви.

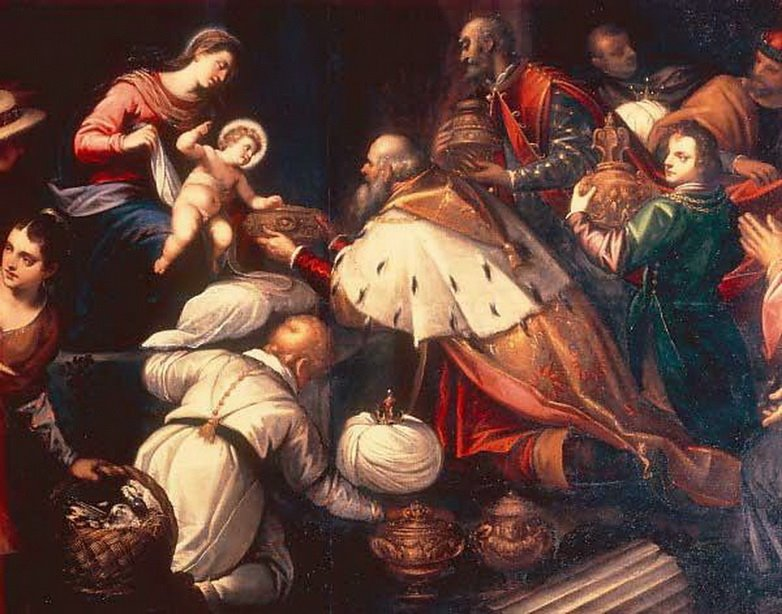
Поклонение волхвов, c. 1600

Всегда скромный и вежливый, Василакис высказался одобрительно о всех набросках, которые в действительности осложняли дело. В конечном итоге его попросили предоставить свой собственный эскиз. Он был немедленно одобрен, и на его основе была создана большая бронзовая группа Четырёх Евангелистов.
В 1594 году Василакис, рекомендованный бенедиктинцами монастыря Сан-Джорджо-Маджоре, взялся писать цикл картин, составивших Жизнь Христа для церкви Св. Петра в городе Перуджа, которая принадлежала тому же монашескому ордену. Десять картин сохранились на своём первоначальном месте, вместе с его монументальным «Апофеозом Ордена Бенедиктинцев», который при своих размерах в 88 квадратных метров является второй самой большой картиной в Италии.
В 1602 году Антонио Василакки начал расписывать кафедральный храм в Сало, а также создавать впечатляющие — в основном декоративные — росписи виллы сенатора Giovanni Barbarigo в Noventa Vicentina, около Монтаньяна.
Его последние, скорее всего, работы — это росписи церкви Santa Maria в Vanzo, в Падуе.
В России в настоящее время находится две работы художника — «Иудеи в пустыне» и «Медный змий» 1580-х годов. Картины представлены в Двусветном зале Картинного дома в Ораниенбауме.